# Leopoldschlag
Leopoldschlag  är en kommun i Österrike. Den ligger i distriktet Freistadt i förbundslandet Oberösterreich, 140 km väster om huvudstaden Wien. Kommunen gränsar i norr mot Tjeckien.
Kommunen består av elva orter (Ortschaften) (inom parentes invånarantal 1 januari 2024):

- Dorf Leopoldschlag (144)
- Edlbruck (30)
- Eisenhut (36)
- Hammern (23)
- Hiltschen (47)
- Leitmannsdorf (22)
- Mardetschlag (148)
- Markt Leopoldschlag (453)
- Pramhöf (19)
- Stiegersdorf (9)
- Wullowitz (55)